# Mark Hagemoen
Mark Hagemoen (* 4. September 1961 in Vancouver, British Columbia, Kanada) ist ein kanadischer Geistlicher und römisch-katholischer Bischof von Saskatoon.

## Leben
Mark Hagemoen empfing am 12. Mai 1990 das Sakrament der Priesterweihe für das Erzbistum Vancouver. Dort war er anschließend als Gemeindepfarrer und in leitenden Funktionen im Bereich Jugendarbeit tätig. Papst Benedikt XVI. verlieh ihm im Dezember 2007 den Titel Ehrenprälat Seiner Heiligkeit. Hagemoen war zudem Generalvikar des Erzbistums Vancouver.
Am 15. Oktober 2013 ernannte ihn Papst Franziskus zum Bischof von Mackenzie-Fort Smith. Der Erzbischof von Grouard-McLennan, Gérard Pettipas CSsR, spendete ihm am 15. Dezember desselben Jahres die Bischofsweihe; Mitkonsekratoren waren der Erzbischof von Vancouver, John Michael Miller CSB, und der Erzbischof von Edmonton, Richard William Smith.
Am 12. September 2017 ernannte ihn Papst Franziskus zum Bischof von Saskatoon. Innerhalb der kanadischen Bischofskonferenz ist Hagemoen Mitglied mehrerer Kommissionen.